# هنري زولتان موفات
هنري زولتان موفات، (بالإنجليزية: Henry Zoltan Movat)‏، طبيب وباحث وعالم أمراض كندي-هنقاري ولد عام 1923م وتوفي في 30 أكتوبر، 1995م. كان من المعلمين البارزين بجامعة تورنتو حيث كان بروفيسورًا فخريًا، ومارس نشاطاته هناك لما يقارب 33 عاماً. كانت له العديد من الإسهامات في مجاله وفي مجالات حيويّة أخرى، حيث بلغت منشوراته قرابة ال200 ورقة.
ولد موفات في تيميشوارا، رومانيا، ثم درس الطب في فيينا وإنسبروك بالنمسا. تخرج عام 1948م ثم انتقل إلى كندا عام 1950م، وهناك قضى سنة الامتياز وسنتين في قسم علم الأمراض بمستشفى أوتاوا المدني، ثم انتقل إلى جامعة كوينز وقدم دراساته العليا في قسم علم الأمراض، حيث كانت أطروحته عن أمراض الأنسجة الضامة. بعد تخرجه انتقل إلى مركز ميموريال للسرطان بنيويورك للحصول على الزمالة في قسم علم الأمراض. في 1957م، عاد موفات إلى جامعة كوينز حيث ترقى هناك حتى أصبح رئيس قسم علم الأمراض التجريبي (1968-1982م)، وعضواً في مؤسسة علم المناعة (1971-1984م)، ومنسق الدراسات العليا بقسم علم الأمراض.

## إسهامات
كان لموفات العديد من الإسهامات العلمية، حيث أسهم إلى فهم العديد من الأمراض كتصلب الشرايين، التهاب كبيبات الكلى وفرط التحسس، وإلى فهم أدوار العديد من خلايا المناعة والعمليات المناعية بجسم الإنسان. طور موفات أيضاً صبغة موفات والتي استخدمت في دراسة الأنسجة الضامة.